# Гиргин Гиргинов
Гиргин Ганчев Гиргинов е български философ, професор и член на ЦК на БКП.

## Биография
Роден е на 15 април 1921 г. От 2 април 1976 до 19 декември 1977 г. е кандидат-член на ЦК на БКП, а от 1977 до 1990 г. е член на ЦК на БКП. Основната му работа е в областта на гносеологията на научното познание и творчество. Автор и съавтор на множество учебници по марксистко-ленинска и марксистка философия. Ръководи секцията по „Диалектически материализъм“ към Института по философия на БАН. Умира през 1998 г.

## Книги
- Гносеологически проблеми на науката, Изд. Наука и изкуство, 1966
- Наука и творчество, Партиздат, 1975
- Диалогът – философско-политически анализ, Партиздат, 1986